# 9807 Rhene
9807 Rhene eller 1997 SJ4 är en trojansk asteroid i Jupiters lagrangepunkt L4. Den upptäcktes 27 september 1997 av den japanska astronomen Takao Kobayashi vid Ōizumi-observatoriet. Den är uppkallad efter Rhene i den grekiska mytologin.
Asteroiden har en diameter på ungefär 25 kilometer.